# Breaking Point (2009)
Breaking Point is een Amerikaanse indie thriller uit 2009 onder regie van Jeff Celentano, met in de hoofdrollen Tom Berenger, Armand Assante en Busta Rhymes.

## Verhaal
Steven Luisi (Tom Berenger) was ooit een prominente strafrechtadvocaat, tot zijn drugsverslaving en een familietragedie daar een einde aan maakten.  Hij probeert terug te keren door een complexe, spraakmakende moordzaak aan te nemen. Hij wordt echter tegengewerkt door de moordlustige bendeleider Al Bowen (Busta Rhymes) en de corrupte aanklager Marty Berlin (Armand Assante).

## Rolverdeling
| Acteur         | Personage       |
| -------------- | --------------- |
| Tom Berenger   | Steven Luisi    |
| Busta Rhymes   | Al Bowen        |
| Armand Assante | Marty Berlin    |
| Musetta Vander | Celia Hernandez |
| Frankie Faison | Judge Green     |
| Sticky Fingaz  | Richard Allen   |
| Curtiss Cook   | Byron Young     |
| Jill Nicolini  | Veronica Taylor |

## Release en ontvangst
Breaking Point werd in de Verenigde Staten op 4 december 2009 uitgebracht in een beperkt aantal bioscoopzalen.
De film behaalde een score van 0% (8 beoordelingen) op Rotten Tomatoes. Op Metacritic kreeg de film een score van 24 op 100 (9 beoordelingen), wat duidt op "over het algemeen ongunstige recensies". The New York Times schreef: "Na een bijzonder bruut en spannend begin vervalt Breaking Point al snel in een smakeloze mengelmoes van moord, corruptie, chantage en babygegooi". Variety vond de film overdreven en teleurstellend.